# Babette Gundy
Babette Gundy   (Nuremberg, 1824 - 8 de desembre de 1868) va ser un cantant d'òpera (soprano) alemanya.
Gundy, filla d'un primer violinista de l'orquestra del Nürnberg Bühne, que més tard es va convertir en membre de l'orquestra de la cort de Karlsruhe, va debutar el 1841 com a "Gabriele" al campament nocturn de Nuremberg i va rebre classes de cant de Sabine Heinefetter. Abans de complir una sol·licitud a Frankfurt el 1844, va completar la seva formació artística amb Giovanni Gentiluomo a Viena. El 1845 es va casar amb el cantant d'òpera Georg Gundy. Des de Frankfurt va arribar al Hoftheater de Mannheim el 1846, on va ser l'artista principal fins al 1849. Després va fer aparicions a París i Londres amb èxit sense precedents, així com el 1855 i el 1856 sota la direcció de Witteschen a Pest i més tard als teatres de la cort de Múnic i Viena.

## Aclariment
- Aquest article està basat en un text públic del Gran Lèxic Biogràfic de Ludwig Eisenberg de l'Escenari Alemany al segle xix, edició de 1903.